# Повратак (филм из 2003)
Повратак (рус. Возвращение) је руска ауторска драма из 2003. године, у режији Андреја Звјагинцева.

## Прича
Иван и његов старији брат Андреј одрастају дубоко међусобно везани, што је условило одрастање без оца. Са њима живе мајка и бака. Након што су побегли кући после свађе, дечаци су шокирани откривши да се њихов отац вратио после 12 година одсуства. Уз неугодни благослов своје мајке, Иван и Андреј су кренули са њим на, како верују, једноставан одмор и пецање.
Андреј је одушевљен што се поново срео са њиховим оцем, а Иван се плаши човека који му је познат само са избледеле фотографије.
Испрва, оба брата се радују узбудљивој породичној авантури, али убрзо долази до турбуленција у односу између њих троје. Иван и Андреја отац наизменично тестира, критикује, менторише, испитује и игнорише. Андреј се угледа на свог оца, док Иван упорно задржава дефанзиван став.
Андрејева снажна потреба да се повеже са оцем којег никада није познавао почиње да узима маха, што га удаљава од Ивана. Однос Ивана и његовог оца ескалира у огорчено непријатељство и изненадно насиље након што тројац стигне на мистериозно острво.
Иван има излив беса након што је видео како отац удара Андреја. Он виче на оца, трчи у шуму и пење се на врх куле. Андреј и отац трче за њим. Отац покушава да уразуми Ивана, али то доводи до контраефекта. Он прети да ће скочити са врха куле. Отац покушава да допре до њега, али пада и умире.
Иван и Андреј преносе очево тело преко шуме, уносе га у чамац и засебно веслају назад. Док дечаци стављају опрему у кола, чамац почиње да се удаљава. Андреј дозива оца и трчи ка обали, за њим је Иван, али је касно јер чамац и тело тону. Улазе у ауто и одлазе. Филм се завршава фотографијама са њиховог путовања; пошто се отац ни на једном не појављује, нема доказа да су Андреј и Иван ишли са њим на пут.

## Глумачка подела
| Глумац                | Улога  |
| --------------------- | ------ |
| Владимир Гарин        | Андреј |
| Иван Добронравов      | Иван   |
| Натаља Вдовина        | Мајка  |
| Константин Лавроненко | Отац   |

## Награде и номинације
- 2003. - пет награда Венецијанског филмског фестивала (све су додељене Андреју Звјагинцеву):
  - Златни лав[1][2]
  - CinemAvvenire за најбољи први филм
  - награда Луиђија де Лаурентииса
  - награда SIGNIS
  - награда Sergio Trasatti Award
- 2003. - награда European Film за европско откриће године (А. Звјагинцев)
- 2003. - три награде филмског фестивала у Гијóну, посебна награда жирија (А. Звјагинцев), најбољи сценариј (В. Моисејенко, А. Новотоцкиј), најбољи глумац (В. Гарин, И. Добронравов, К. Лавроненко)
- 2003. - награда Kingfisher за најбољи деби на филмском фестивалу у Љубљани (А. Звјагинцев)
- 2003. - три награде Златни ован за најбољи филм, најбољи деби (А. Звјагинцев), најбоља фотографија (М. Кричман)
- 2003. - награда FIPRESCI на филмском фестивалу у Солуну (А. Звјагинцев)[3]
- 2003. - две награде Златни орао, најбољи играни филм (Д. Лесневскиј, А. Звјагинцев) и најбоља фотографија (М. Кричман)
- 2004. - номинација за Цезар за најбољи страни филм (А. Звјагинцев)
- 2004. - номинација за Златни глобус за најбољи филм на страном језику
- 2004. - награда за најбољи филм на фестивалу савремених филмова у Мексико Ситију (А. Звјагинцев)
- 2004. - две награде Ника: најбољи играни филм (Д. Лесневскиј, А. Звјагинцев) и најбоља фотографија (М. Кричман)[4]
- 2004. - награда публике на филмском фестивалу у Тромсøу (А. Звјагинцев)
- 2004. - награда FIPRESCI на филмском фестивалу у Палм Спрингсу (А. Звјагинцев)[3]
- 2005. - шведска награда Guldbagge за најбољи страни филм (А. Звјагинцев)
- 2005. - номинација за холандску награду Бодил за најбољи неамерички филм (А. Звјагинцев)